# Attacco al treno Thalys del 21 agosto 2015
L'attacco al treno Thalys del 21 agosto 2015 è stato un tentativo fallito di attacco terroristico di matrice islamista avvenuto il 21 agosto 2015 sul treno numero 9364 dell'impresa ferroviaria internazionale Thalys. L'assalto, progettato e messo in atto da Ayoub El Khazzani, venne scongiurato da tre passeggeri del treno. Il successivo 26 agosto l'aggressore è stato accusato di cospirazione e possesso di armi illegali, nell'ambito di un atto terroristico legato all'autoproclamato Stato Islamico.
Nel 2018 è stata realizzata una pellicola cinematografica chiamata Ore 15:17 - Attacco al treno, diretta dal regista Clint Eastwood ed ispirata a questi fatti, che ha come interpreti coloro che realmente sventarono il tentativo di attacco.

## L'attacco
Il 21 agosto 2015 Ayoub El Khazzani, 26 anni, originario del Marocco, salì sul treno Thalys 9364 che collegava Amsterdam a Parigi, con a bordo 554 passeggeri. Nel momento in cui il treno transitava presso Oignies, poco dopo aver oltrepassato il confine tra Belgio e Francia, El Khazzani si armò con un fucile d'assalto AKM, con l'intenzione di usarlo contro i passeggeri. Oltre al fucile, l'uomo aveva con sé nove caricatori, una pistola e una bottiglia di benzina. Un passeggero statunitense, Mark Moogalian, tentò di intervenire, ma rimase gravemente ferito al collo da un colpo di pistola sparato dall'attentatore e si finse morto. El Khazzani tentò di sparare ai passeggeri con il fucile, che però si inceppò. 
El Khazzani venne bloccato e disarmato da tre giovani cittadini statunitensi, tutti nati nel 1992 ed amici fin dall'infanzia, che stavano compiendo un viaggio turistico in Europa: Anthony Sadler, Spencer Stone e Aleksander Skarlatos. Gli ultimi due erano membri delle forze armate statunitensi in licenza. Stone intraprese un combattimento corpo a corpo con l'attentatore, riportando ferite da arma da taglio alla nuca, alla fronte e ad una mano, mentre Skarlatos iniziò a colpire l'attentatore con il calcio del fucile fino a quando egli non perse conoscenza. A disarmare il terrorista intervenne anche un cittadino inglese, Chris Norman. In un'intervista alla CNN, Skarlatos disse che fu una grande fortuna il fatto che il fucile dell'assalitore si fosse inceppato. Una volta disarmato ed immobilizzato l'attentatore, Stone soccorse anche il connazionale Mark Moogalian, che era caduto in stato di incoscienza. 
Quando il treno raggiunse la prima stazione in cui doveva regolarmente effettuare fermata per il servizio passeggeri, la polizia francese riconobbe ed arrestò il terrorista.

## Identità dell'attentatore
Ayoub El Khazzani è stato identificato dalle autorità francesi e spagnole grazie alle sue impronte digitali. Egli si trovava in Europa dal 2007 ed aveva vissuto dapprima in Spagna e poi, dal 2014, a Parigi. El Khazzani era già noto alle autorità francesi come un sospettato di livello S, ovvero il grado più alto di pericolosità per una persona. Durante il suo soggiorno in Spagna era stato segnalato come persona sospetta a seguito di alcuni discorsi a favore della jihad e del coinvolgimento in un traffico di stupefacenti. Il ministro degli interni francese Bernard Cazeneuve affermò che tra il maggio ed il luglio 2015 l'uomo era stato in Siria, per poi trasferirsi nuovamente in Francia.

## Passeggeri coinvolti
Tra i passeggeri del convoglio vi era l'attore francese Jean-Hugues Anglade, che si trovava in viaggio insieme ai suoi due figli e si procurò una ferita alla mano nel rompere un vetro per tentare di attivare il dispositivo di emergenza (in un primo momento le agenzie di stampa avevano invece riportato la notizia secondo cui l'attore sarebbe stato colpito dal terrorista). Anglade non è presente tra i personaggi di Ore 15:17 - Attacco al treno.

## Onorificenze al merito
Dopo aver sventato l'attacco, i tre giovani statunitensi ottennero la Legion d'onore, ovvero la più alta onorificenza francese, da parte dell'allora presidente della Repubblica Francese François Hollande.
Nell'aprile 2018 Sadler, Spencer e Skarlatos hanno presentato una richiesta per ottenere la cittadinanza francese; essa è stata conferita ai tre statunitensi il 20 settembre dello stesso anno. La consegna dei certificati che attestavano la naturalizzazione è avvenuta in una cerimonia a Sacramento, California, il 31 agosto 2019.